# 23834 Mukhopadhyay
23834 Mukhopadhyay è un asteroide della fascia principale. Scoperto nel 1998, presenta un'orbita caratterizzata da un semiasse maggiore pari a 2,3684019 UA e da un'eccentricità di 0,1984464, inclinata di 3,03463° rispetto all'eclittica.